# تپه کوچک خارطوم
تپه کوچک خارطوم در شهرستان گنبد کاووس، روستای کوچک خارطوم واقع شده و این اثر در تاریخ ۲۷ مرداد ۱۳۸۲ با شمارهٔ ثبت ۹۷۵۶ به‌عنوان یکی از آثار ملی ایران به ثبت رسیده است.